# جان ر. راگاتسینی
جان رالف راگاتسینی (انگلیسی: John Ralph Ragazzini; ۱ ژانویهٔ ۱۹۱۲ – ۲۲ نوامبر ۱۹۸۸)، مهندس برق، و استاد دانشگاه اهل ایالات متحده آمریکا بود. تحصیلات خود را در سیتی کالج نیویورک ادامه داد و در ۱۹۳۳ در مهندسی برق با درجه پی‌اچ‌دی از دانشگاه کلمبیا فارغ‌التحصیل شد. دانشجویان برجستهٔ او عبارتند از: رودلف ئی کالمن (در زمینه فیلتر کالمان)، الیاهو ابراهیم ژوری (در زمینه تبدیل زد)، جین فرانکلین (در زمینه کنترل دیجیتال)، و لطفی زاده (در زمینه مجموعه‌های فازی و منطق فازی).